# كريستيان ستريش
كريستيان ستريش (بالألمانية: Christian Streich) (11 يونيو 1965 ألمانيا - ) هو لاعب كرة قدم ألماني، يلعب كلاعب وسط.

## وصلات خارجية
كريستيان ستريش على موقع قاعدة بيانات كرة القدم.إي يو (الإنجليزية)
- كريستيان ستريش على موقع بيانات كرة القدم. دي إي (الألمانية)
- كريستيان ستريش على موقع عالم كرة القدم.نت (الإنجليزية)